# Kommuner i Galicien

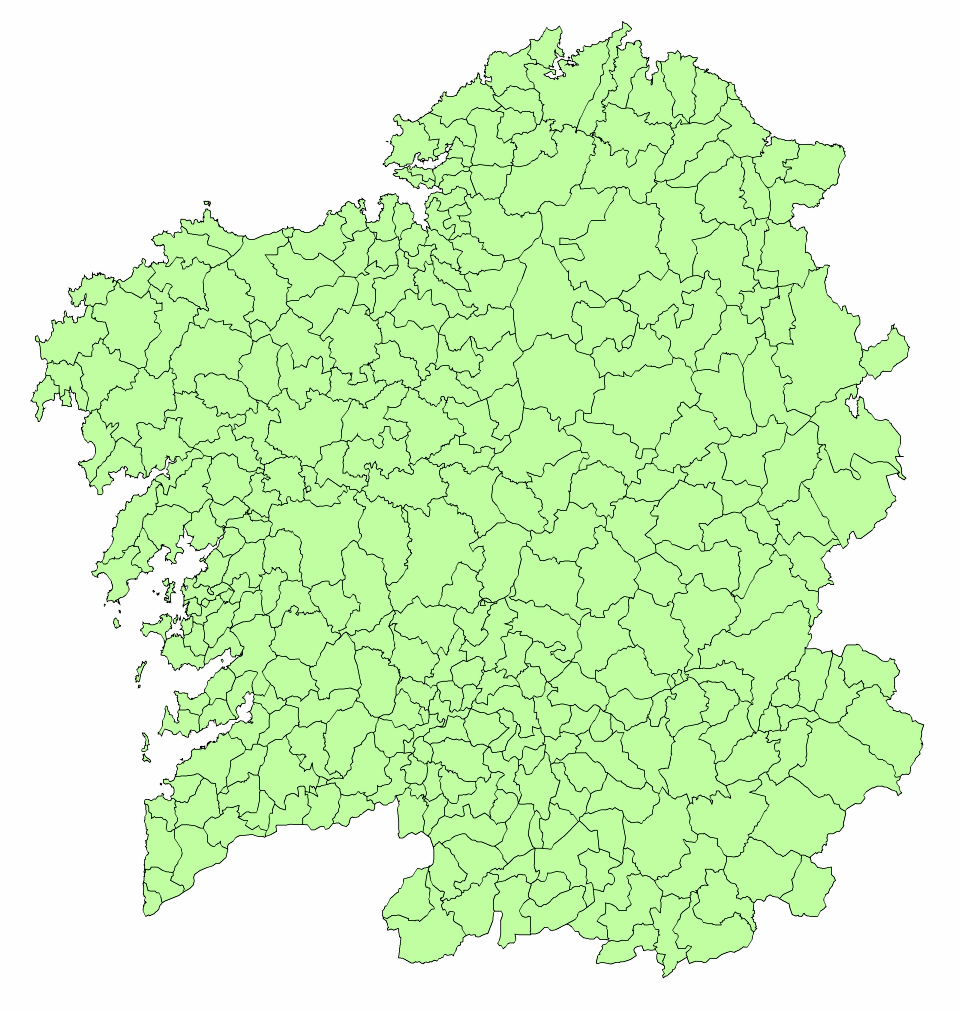
Karta över kommuner i Galicien i Spanien, 2003

I Galicien finns 315 kommuner (municipios). Av dessa hör 94 till La Coruña, 67 till Lugo, 92 till Ourense, och 62 kommuner hör till Pontevedra. 
De senaste kommunerna är:
- Cariño, i provinsen La Coruña, blev nummer 313 då den 1988 skilde sig från Ortigueira.
- Burela, i provinsen Lugo, blev nummer 314 då den 1995 skilde sig från Cervo.
- Isla de Arosa, i provinsen Pontevedra, blev nummer 315 då den 1997 skilde sig från Villanueva de Arosa.

## Kommuner per provins
- Kommuner i provinsen La Coruña (94 kommuner)
- Kommuner i provinsen Lugo (67 kommuner)
- Kommuner i provinsen Ourense (92 kommuner)
- Kommuner i provinsen Pontevedra (62 kommuner)